# Iperaldosteronismo
L'iperaldosteronismo è una malattia provocata dall'aumento di produzione di aldosterone da parte del surrene, che può portare ad una diminuzione dei livelli di potassio nel sangue.

## Tipologie
Vi sono più tipologie di iperaldosteronismo, riconducibili a due:
- primario, spesso causato da un adenoma della corteccia surrenale (un tumore), è anche conosciuto come sindrome di Conn; più raramente, è dovuto a iperplasia congenita delle surrenali, patologia suddivisibile in due tipi, tipo I (sopprimibile con desametasone) e tipo II.
- secondario è invece dovuto ad una iperattività del sistema renina-angiotensina, da iperplasia fibromuscolare, stenosi dell'arteria renale, tumore delle cellule iuxtaglomerulari, altre cause.

In endocrinologia i termini primario e secondario vengono utilizzati per descrivere l'anomalia (ad esempio livelli elevati di aldosterone) in relazione alla causa scatenante (per esempio la localizzazione del tumore). L'aggettivo primario si riferisce ad un'anomalia che conduce direttamente ad una situazione patologica come nel caso dell'aldosteronismo che è causato dall'apparato stesso che produce l'aldosterone. Secondario invece si riferisce ad un'anomalia che conduce indirettamente ad una patologia attraverso una determinata via fisiologica, come per esempio nel caso del tumore che produce la renina che porta all'aumento dei livelli di aldosterone, essendo la produzione corporea di aldosterone normalmente regolata dai livelli di renina.

## Sintomatologia
Può essere asintomatico, ma può portare ai seguenti sintomi:
- Astenia
- Cefalea
- Ipertensione arteriosa
- Ipokaliemia
- Paralisi temporanea o intermittente
- Spasmo muscolare
- Parestesia
- Poliuria
- Polidipsia
- Gonfiore del viso (facies lunaris)

## Sospetto clinico
Un'ipertensione può far sospettare un iperaldosteronismo quando possiede uno o più di questi segni:
- è di grado elevato;
- è resistente a terapia;
- è associata ad una ipopotassiemia;
- è associata ad una ipersodiemia
- insorge prima dei 30 anni o dopo i 60 anni senza fattori di rischio;
- è associata ad un incidentaloma surrenalico;
- è associata alla presenza di un soffio addominale.

## Iperaldosteronismo primario
L'iperaldosteronismo primario, o sindrome di Conn, è un iperaldosteronismo la cui causa è interna al surrene, ossia l'organo che produce l'aldosterone in eccesso.

### Sintomi
Il sintomo principale è un'ipertensione con basso potassio plasmatico e alcalosi. Come anche questo, altri sintomi sono comuni all'iperaldosteronismo.

### Diagnosi
La diagnosi inizia con lo screening dell'aldosterone e del rapporto di valori dell'aldosterone plasmatico (ALDO) e dell'attività della renina plasmatica (PRA), detto "rapporto ALDO/PRA". Ricordiamo che in questa situazione l'aldosterone è aumentato mentre la renina è ridotta. Se questi due test restituissero valori alti, si può procedere a:
- test di inibizione, con il test di carico salino (infusione di soluzione fisiologica) o il test con Captopril;
- test di stimolo, con il test di deplezione sodica (dieta iposodica e furosemide) o il test dell'ortostatismo;
- prova di normalizzazione della pressione arteriosa, attraverso il test con spironolattone.

Per individuare la sede della malattia, si possono usare i seguenti esami:
- TC addome;
- adrenal venous sampling (cateterismo selettivo delle vene surrenali);
- scintigrafia.

### Terapia
Se la causa della malattia è unilaterale (ad esempio, un adenoma), la scelta preferenziale è l'operazione chirurgica.
Se la causa è bilaterale (come nell'ipertrofia bilaterale), si preferisce spesso un approccio medico farmacologico, con l'uso di spironolattone od inibitori della sintesi dell'aldosterone.